# Déchèterie
Ne doit pas être confondu avec Décharge (déchet).

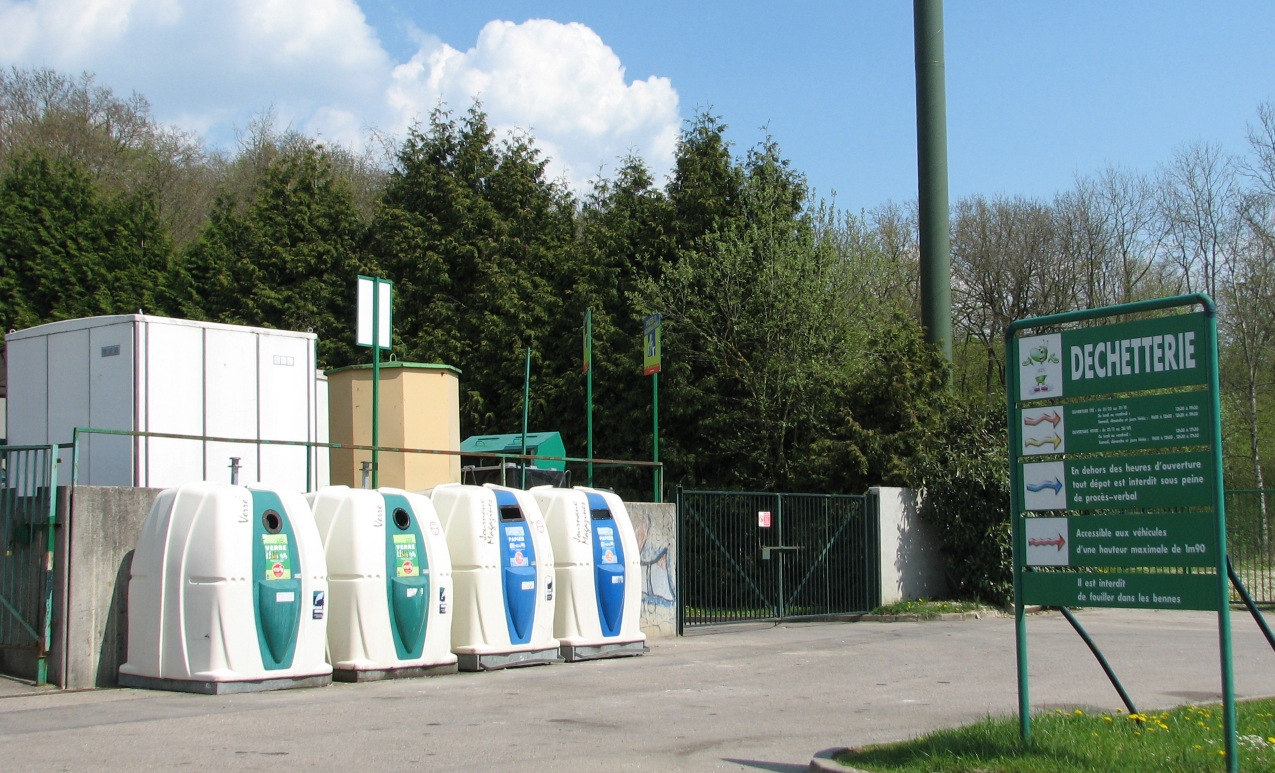
Une déchèterie.

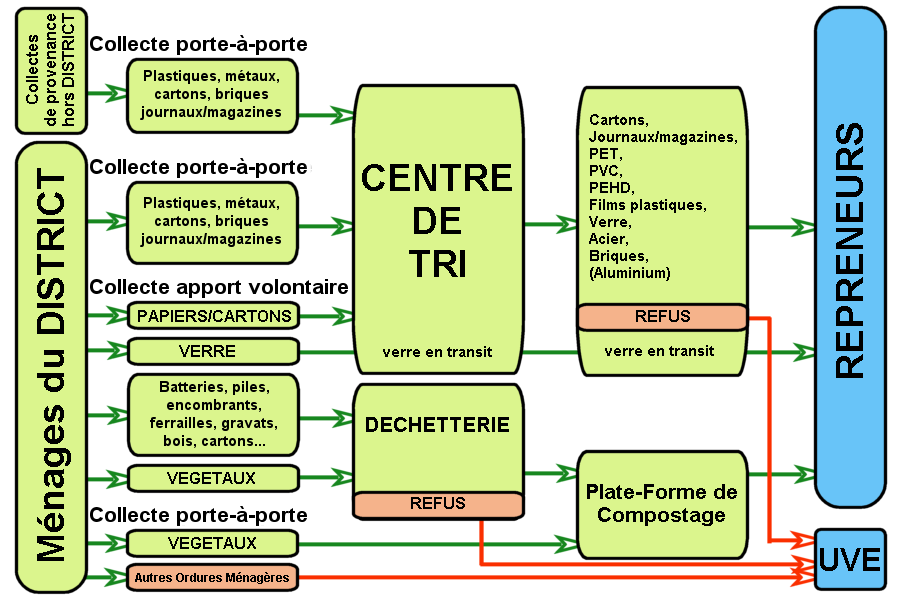
Place des déchèteries dans le schéma global de valorisation des déchets.

Une déchèterie, déchetterie, recyparc, écocentre ou écopoint est un centre organisant la collecte et la récupération des déchets.

## Étymologie
Le mot « déchèterie » et sa variante orthographique « déchetterie » est un néologisme formé à partir du substantif « déchet » et du suffixe -erie qui sert à désigner un lieu. 
S'agissant de constructions substantives néologiques, il n'y a pas de préférence d'usage à avoir par rapport à l'une ou l'autre variante orthographique. Certains organismes optent pour l'une ou l'autre variante. C'est par exemple le cas de l'Académie française qui a opté pour l'orthographe déchèterie tout en reconnaissant un usage plus fréquent de la variante déchetterie et se laisse la possibilité d'admettre les deux variantes. A contrario, l'Union européenne utilise la variante orthographique déchetterie dans sa communication officielle et ses textes de loi.

## Description
Les déchèteries assurent la collecte de déchets apportés par les ménages ce qui concède la propriété de cet objet au gestionnaire de l’équipement. Le fait de le « récupérer » constitue un vol sanctionné par la justice. Ce comportement, de plus en plus fréquent, est une des dérives engendrées par la flambée du prix des métaux.
Les déchèteries sont gérées la plupart du temps par des collectivités qui peuvent également accepter l'ouverture aux artisans sous certaines conditions (financières, volume, etc.). Elles assurent ensuite le choix de la meilleure filière pour les déchets : le recyclage, la valorisation matière, l'incinération ou le stockage dans un centre d'enfouissement.

## Par pays

### France
Selon la législation française, les déchèteries sont des installations classées pour la protection de l'environnement (ICPE). En effet, ce type d'installation est concerné par la rubrique no 2710 de la nomenclature des installations classées (« installations de collecte de déchets apportés par le producteur initial de ces déchets, à l'exclusion des installations visées à la rubrique 2719 »), qui est divisée en deux sous-catégories selon la nature des déchets collectés (dangereux ou non dangereux) :
- Rubrique no 2710-1 :
  - Les installations susceptibles de stocker une quantité supérieure ou égale à 7 tonnes de déchets dangereux sont soumises à autorisation préfectorale. Cette autorisation est délivrée sous la forme d'un arrêté préfectoral qui impose à l'exploitant le respect d'un certain nombre de prescriptions techniques[7].
  - Les installations susceptibles de stocker une quantité comprise entre 1 et 7 tonnes de déchets dangereux doivent être déclarées. Afin de limiter leur impact environnemental, les exploitants de ces installations doivent notamment respecter les prescriptions techniques d'un arrêté ministériel daté du 27 mars 2012[8]. Les exploitants doivent également faire réaliser un contrôle périodique sur leurs installations.
- Rubrique no 2710-2 :
  - Les installations susceptibles de stocker une quantité supérieure ou égale à 300 mètres cubes de déchets non dangereux sont soumises à enregistrement. Afin de limiter leur impact environnemental, les exploitants de ces installations doivent notamment respecter les prescriptions techniques d'un arrêté ministériel daté du 26 mars 2012[9].
  - Les installations susceptibles de stocker une quantité comprise entre 100 et 300 mètres cubes de déchets non dangereux doivent être déclarées. Afin de limiter leur impact environnemental, les exploitants de ces installations doivent notamment respecter les prescriptions techniques d'un arrêté ministériel daté du 27 mars 2012[10]. Les exploitants doivent également faire réaliser un contrôle périodique sur leurs installations.

L'instruction des demandes d'autorisation et d'enregistrement ainsi que le contrôle du respect des prescriptions techniques par les exploitants sont réalisés par l'inspection des installations classées.

### Canada (Québec)
Au Québec, il existe un réseau d'installations similaires, appelées « écocentres ». Les écocentres ont sensiblement le même rôle de gestion des déchets. Cependant, la récupération y est généralement tolérée, voire valorisée dans le cadre du réemploi.
La liste de matières récupérables par les usagers est plus ou moins longue selon le site. Le matériel informatique usagé, les pièces électriques, électroniques ou mécaniques, les meubles, les appareils électroménagers, sont autant d'objets pouvant être récupérés, pour autant que cette récupération reste dans des limites raisonnables (collecte délibérée de cuivre, d'aluminium ou de fer/acier). Une petite contribution (de l'ordre de un à deux dollars canadiens) est souvent demandée pour les pièces métalliques ou le matériel présentant encore une certaine valeur, pour financer partiellement les installations. Plusieurs sites font aussi don de certains de ces appareils ou meubles à des familles dans le besoin lorsqu'ils sont encore fonctionnels. Certaines pièces réutilisables peuvent être démontées et remises en service, le reste étant envoyé au recyclage.
La politique des écocentres prône la réutilisation et la valorisation. Autrement dit, un maximum de matière doit être détourné des dépotoirs, et tous les moyens sont bons pour y parvenir, ce qui explique les réglementations plus permissives, entre autres au sujet de la récupération par les usagers.

## Types de déchets
Les déchets admis dans une déchèterie : les métaux, le verre, les cartons et papiers, les plastiques (recyclage), les déchets verts et autres matières organiques (compostage), les produits consommables (éventuellement pour des associations caritatives), les piles électriques et les batteries, les pneumatiques, les huiles moteurs usagées, certaines ampoules électriques et les néons (notamment basse consommation), les encombrants, les appareils électriques et électroniques (DEEE), les gravats, le bois (recyclage), les déchets de soins piquants (DASRI), et le tout venant.
Certains déchets très toxiques ne sont pas acceptés par les déchèteries. En France, 48 % (en poids) des déchets collectés en 2001 ont été valorisés, soit par incinération, recyclage, compostage…